# Роттенберг, Сильке
Си́льке Ро́ттенберг (нем. Silke Rottenberg; род. 25 января 1972, Ойскирхен, Северный Рейн-Вестфалия) — немецкая футболистка, вратарь. Выступала за сборную Германии. Двукратный чемпион мира (2003 и 2007), трёхкратный чемпион Европы (1997, 2001, 2005), двукратный бронзовый призёр летних Олимпийских игр (2000, 2004, 2008).

## Карьера

### Клубная
Сильке Роттенберг начала играть в футбол в возрасте четырёх лет в составе команды «Энцен-Дуршевен». Изначально выступала на позиции Либеро. Лишь в шестнадцатилетнем возрасте тренер посоветовал ей попробовать себя в качестве голкипера. В течение своей клубной карьеры выступала в таких клубах, как «Грюн-Вайсс Браувайлер» (ныне — «Кёльн»), «Шпортфройнде», «Дуйсбург 2001», «Франкфурт». Завершила профессиональную карьеру 10 декабря 2008 года из-за травмы.

### В сборной
7 апреля 1993 года дебютировала в составе основной национальной сборной в матче против США. Последний матч в сборной провела 29 мая 2008 года против сборной Уэльса. В составе сборной стала двукратным чемпионом мира (2003 и 2007), трёхкратным чемпионом Европы (1997, 2001, 2005), двукратным бронзовым призёром летних Олимпийских игр (2000, 2004).

## Достижения

### Клубные
- Кубок УЕФА: победитель 2007/08
- Чемпионат Германии: чемпион (4) 1993/94, 1995/96, 2006/07, 2007/08
- Кубок Германии: победитель (4) 1990/91, 1992/93, 2006/07, 2007/08

### В сборной
- Чемпионат мира: победитель (2) 2003, 2007
- Чемпионат Европы: победитель (3) 1997, 2001, 2005
- Олимпийские игры: бронзовый призёр (2) 2000, 2004
- Кубок Алгарве: победитель 2006

### Индивидуальные
- Серебряный лавровый лист[6]